# Samsung Pole Vault Stars 2011
22. Samsung Pole Vault Stars – halowy mityng lekkoatletyczny w skoku o tyczce, który odbył się 12 lutego 2011 w Doniecku (Ukraina).
Czech Michal Balner doznał kontuzji przy skoku na wysokości 5,82 m – złamana tyczka raniła go w rękę i zawodnik musiał zostać odwieziony do szpitala.
Ósma zawodniczka konkursu kobiet – Anastazja Szwedowa ustanowiła wynikiem 4,50 m halowy rekord Białorusi.

## Rezultaty
| WL – najlepszy tegoroczny wynik na listach światowych \| SB – najlepszy wynik zawodnika w sezonie \| PB – rekord życiowy |

|           | 1. miejsce        | Rezultat   | 2. miejsce     | Rezultat | 3. miejsce        | Rezultat |
| Mężczyźni | Renaud Lavillenie | 5,93 WL PB | Maksym Mazuryk | 5,88 PB  | Michal Balner     | 5,70 SB  |
| Kobiety   | Jelena Isinbajewa | 4,85 WL    | Anna Rogowska  | 4,70 SB  | Jiřina Ptáčníková | 4,60 =PB |